# Santo Genet, commediante e martire
Santo Genet, commediante e martire (in lingua francese San Genet, comédien et martyr) è un libro del filosofo francese Jean-Paul Sartre sullo scrittore a lui contemporaneo Jean Genet, e in particolare sulla sua opera Diario del ladro. È stato pubblicato da Gallimard nel 1952 e tradotto in italiano da Il Saggiatore nel 1972.
Sartre ha descritto questo suo saggio biografico come un tentativo "per dimostrare che il genio non è un dono, ma la via d'uscita che ci si inventa in casi disperati". Il pensatore francese ha anche basato il suo personaggio Goetz nel suo lavoro teatrale Il Diavolo e il buon Dio (1951) ispirandosi allo scrittore, per la sua analisi della psicologia e della moralità di Genet.
Sartre è stato accreditato da David M. Halperin di fornire, "un brillante, sottile ed approfondito studio della soggettività e dell'identità di genere di uomini gay".

## Edizioni
- Saint Genet, comédien et martyr, in Œuvres complétes de Jean Genet, I, Paris: Éditions Gallimard, 1952
- Santo Genet, commediante e martire, traduzione di Corrado Pavolini, introduzione di Pier Aldo Rovatti, Milano: Il Saggiatore, 1972